# بريان لارا
يُعد بريان تشارلز لارا (Brian Charles Lara)، الحاصل على صليب الثالُوث (TC) ووسام مجموعة الكاريبي (OCC) وعضو وسام أستراليا (AM) (المولود في 2 من مايو 1969م، في سانتا كروز، ترينيداد وتوباغو) لاعبًا سابقًا دوليًا في ويست إنديز للكريكت.
ويُعتبر أحد أعظم ضاربي الكرة في التاريخ عمومًا. تصدر لارا اختبار ضرب الكرة في التصنيفات التي أجريت في عدة مناسبات ويحمل العديد من أرقام الكريكت القياسية، بما في ذلك الرقم القياسي للنقاط الفردية العليا في فئة الكريكت من الطبقة الأولى، من خلال إحرازه 501 داخل نطاق الجولة مع فريق وارويكشاير ضد دورهام في إيدجباستون في عام 1994م، وهي خمسة أضعاف المئة الوحيدة في تاريخ الكريكت من فئة الطبقة الأولى. وقد تمت إذاعة تعليق راديو بي بي سي على اليوم النهائي من الجولات (6 من يونيو 1994م) - الذي كان يلقيه ديف روبرتس (Dave Roberts) في جميع أنحاء العالم على الهواء مباشرةً عن طريق شبكة خدمة بي بي سي العالمية، وفي المملكة المتحدة على راديو بي بي سي 1 و2 و3 و4 وأيضًا من خلال أغلبية محطات راديو بي بي سي المحلية. وفي مساء ذلك اليوم، فإنه نظرًا لاقترب لارا من أفضل رقم للضرب القياسي حتى ذلك الوقت، تدفقت حشود ضخمة المشجعين لدخول الملعب.
يحمل لارا أيضًا الرقم القياسي للنقاط الفردية العليا في اختبار جولات بعد الحصول على 400 نقطة ليست ضد إنجلترا في أنتيغوا في عام 2004م. ويعد لارا ضارب الكرة الوحيد الذي حقق مائة ومائتين وثلاثمائة وأربعمائة وخمسمائة حتى الآن في ألعاب الطبقة الأولى على مدار دورة المهنة العليا. ويحمل لارا أيضًا الرقم القياسي لاختبار إحراز معظم أرقام الركضات في مرة واحدة في اختبار مباراة، عندما أحرز 28 ركضة ضد لاعب الكريكت [روبين بيترسون (Robin Peterson) من جنوب أفريقيا في عام 2003م.
تم تصنيف أداء لارا الذي حقق الفوز من خلال 153 ضربة داخل نطاق الجولات ضد أستراليا في مباراة أقيمت في بريدج تاون، باربادوس في عام 1999م بواسطة كتاب ويسدن كثاني أفضل أداء لضرب الكرة في تاريخ اختبار الكريكت، فقط إلى جانب الركضات الـ 270 التي أحرزها سير دونالد برادمان (Sir Donald Bradman) في اختبار مباراة أشيز لعام 1937م. ورحَّب موتياه موراليثاران (Muttiah Muralitharan) -المُصنَف كأعظم اختبار مباراة رامٍ حتى الآن بواسطة كتاب وزْنَامَة لاعبي الكريكت لويسدن (Wisden Cricketers' Almanack)، وأعلى آخذ نصيب في كلٍّ من اختبار الكريكت وفي دوليات اليوم الواحد (ODIs)،- بلارا كأقوى خصمٍ له من بين جميع ضاربي الكرة في العالم. ومُنِحَ لارا جوائز ويسدن لاعب الكريكت القائد في العالم في عام 1994م وعام 1995م ويُعد أيضًا أحد لاعبي الكريكت الثلاث الذين حصلوا على جائزة البي بي سي كشخصية العام لما وراء البحار المرموقة، وكان اللاعبان الآخران للكريكت هماسير جارفيلد سوبرز (Sir Garfield Sobers) وشانيه وارن (Shane Warne). يُلقب بريان لارا شعبيًّا باسم «أمير ميناء أسبانيا» أو ببساطة «الأمير». وفي 27 من نوفمبر 2009م، تم تعيينه فخريًّا كعضو في وسام أستراليا. وفي 14 من سبتمبر 2012م، أُدخل بريان لارا في ساحة أي سي سي للشهرة في احتفال الجوائز الذي عُقد في كولومبو، سري لانكا.

## الملاحظات والمراجع
1. ↑  "Player Profile: Brian Lara". CricInfo. ESPN. مؤرشف من الأصل في 2012-10-15. اطلع عليه بتاريخ 2009-06-07.
2. ↑  Martin، Ali (9 مايو 2007). "Farewell to legend Lara". The Sun. London. مؤرشف من الأصل في 2016-02-05.
3. ↑  "Most runs in an innings". www.cricinfo.com. مؤرشف من الأصل في 2010-03-05.
4. ↑  "Record-breaking Batsman and Captain of the West Indies Test Cricket team". مؤرشف من الأصل في 2018-11-06.
5. ↑  "Most runs off one over". www.cricinfo.com. مؤرشف من الأصل في 2010-11-01.
6. ↑  "Wisden 100 hails Laxman, ignores Tendulkar". The Hindu. India. مؤرشف من الأصل في 2014-02-01.
7. ↑  "Murali 'best bowler ever'". BBC Sport. 13 ديسمبر 2002. مؤرشف من الأصل في 2018-07-19. اطلع عليه بتاريخ 2007-12-14.
8. ↑  كريسينفو، أعلى آخذي نصيب في الاختبار نسخة محفوظة 23 أغسطس 2010 على موقع واي باك مشين.
9. ↑  كريسينفو، أعلى آخذي نصيب في دوليات اليوم الواحد نسخة محفوظة 29 مارس 2010 على موقع واي باك مشين.
10. ↑  "Lara a tougher opponent than Tendulkar: Murali". www.in.rediff.com. مؤرشف من الأصل في 2018-11-07.

## وصلات خارجية
- بريان لارا على موقع IMDb (الإنجليزية)
- بريان لارا على موقع الموسوعة البريطانية (الإنجليزية)
- بريان لارا على موقع قاعدة بيانات الفيلم (الإنجليزية)
- بريان لارا على موقع إي آس بي آن كريك إنفو (الإنجليزية)

- Brian Lara's Test Statistics (by HowSTAT!)
- Brian Lara at IMDB.com